# Kvinnliga tekniknätverk
Kvinnliga tekniknätverk är personliga nätverk enbart för kvinnor med inriktning på teknik. Dessa nätverk har uppkommit till följd av att kvinnor är underrepresenterade inom teknik.
Nätverken är uppbyggda för att på olika sätt uppmuntra eller stödja kvinnor i olika åldrar och i olika livssituationer. Till exempel finns det organisationer som vill synliggöra olika teknikyrken för unga tjejer genom event eller mentorskapsprogram med syfte att öka antalet kvinnor inom teknik. 
Det finns även nätverk som riktar sig till att stötta och framhäva kvinnliga studenter på tekniska högskolor eller i yrkeslivet. 

## I Sverige

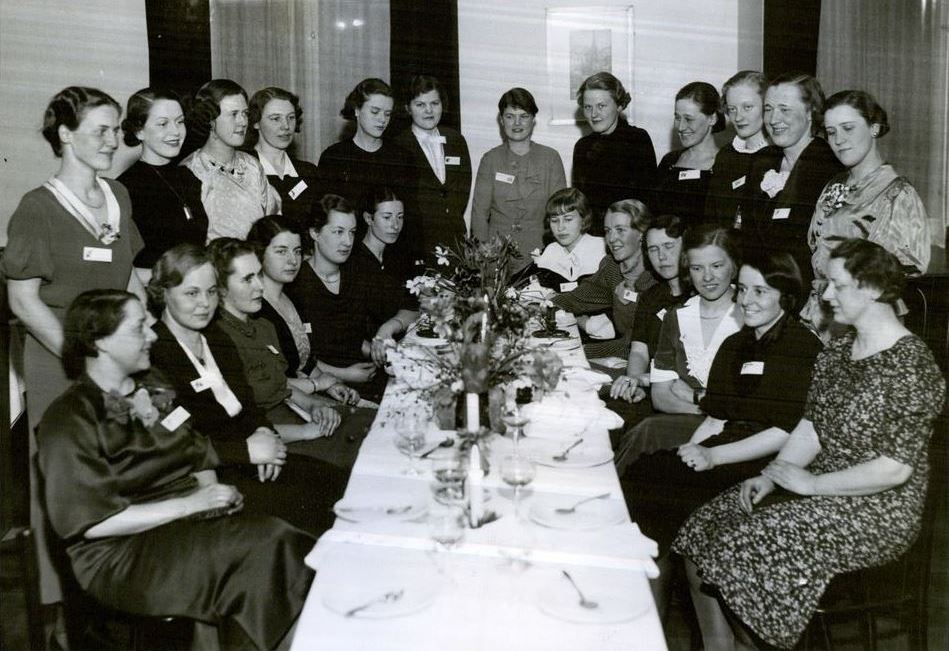
Kvinnliga Teknologers Sammanslutnings tioårsjubileum 1937. Föreningen hade då tjugofem medlemmar varav de flesta studerade arkitektur.

De kvinnliga tekniknätverken har funnits ända sedan kvinnor har fått tillgång till de Tekniska lärosätena i början på 1920-talet. På KTH bildades Kvinnliga Teknologers Sammanslutning 1927. Idag heter det kvinnliga nätverket på KTH Malvina och är en del av Tekniska Högskolans Studentkår. På Chalmers grundades Teknologföreningen Emilia som en kårförening inom Chalmers Studentkår 1956 och 30 år senare, 1986 bildades ytterligare en kårförening, Tarantella, av Annette Brodin Rampe.
Vid de tekniska högskolorna är det vanligt med mentorskap i nätverken. Ett sådan exempel är Pepp som finns på 6 tekniska högskolor i Sverige där ingenjörsstudenter är mentorer till kvinnliga gymnasieelever. Det finns också kvinnliga tekniknätverk kopplade till utmärkelser där de deltagare som tävlar om utmärkelsen blir medlemmar av nätverket. Ett sådant exempel är Female Leader Engineer som varje år väljer ut 20 deltagare som blir en del av deras alumninätverk.
Det finns även nätverk och organisationer som inte är kopplade till de tekniska högskolorna. Nätverket Teknikkvinnor på Facebook grundades 2017 av Maria Paavola och hade efter en vecka nästan 6 000 medlemmar. I april 2018 hade nätverket 24 000 medlemmar. Enligt Teknikkvinnor själva har nätverket över 25 000 medlemmar. Ytterligare exempel är:
Womengineer är en organisation som vill inspirera och introducera fler tjejer till ingenjörskap genom att lyfta fram kvinnliga förebilder.
DataTjej är en ideell förening som arbetar med att främja kvinnor och icke-binära i alla åldrar som är intresserade av, studerar eller arbetar inom data och IT. Året om anordnar DataTjej events så som inspirerande föreläsningar och företagsbesök för medlemmarna. DataTjej är också känt för den årliga Konferensen där företag och studenter får möjligheten att nätverka. DataTjej vann Womentorpriset 2015 med motivation från juryn att DataTjej gör en stor insats för att attrahera fler kvinnor till IT-branschen och att där ta ledande positioner. DataTjej blev utsedda till ”Bästa organisation 2018” av Womengineer Awards. Stiftelsen Sveriges nationaldag utsåg 2019 DataTjej till en av tio organisationer som tilldelades en fana av H.M. Konungen på nationaldagen.